# Klaus-Rüdiger Biemer
Klaus-Rüdiger Biemer (* 4. Oktober 1941) ist ein deutscher Basketballfunktionär.

## Leben
Biemers Heimatverein ist der TV 1908 Neunkirchen. Dort war er maßgeblich am Ausbau der Basketballabteilung beteiligt, stand mehr als 20 Jahre an der Spitze der Sparte und war zudem als Trainer und Schiedsrichter sowie Ausbilder von Trainern und Schiedsrichtern tätig. Biemer hatte von 2001 bis 2009 den Vorsitz des Basketballkreises Bonn inne, er war darüber hinaus Basketballvertreter im Stadtsportbund Bonn sowie im Kreissportbund Rhein-Sieg.
Er trat 2009 das Amt des Vorsitzenden des Westdeutschen Basketball-Verbandes (WBV) an, 2015 stellte er sich nicht zur Wiederwahl. Anlässlich seines Abschieds von der WBV-Spitze wurde er mit der Goldenen Ehrennadel des Deutschen Basketball-Bundes ausgezeichnet. Zudem war er langjährig Vorsitzender der Arbeitsgemeinschaft 2. DBBL (2. Damen-Basketball-Bundesliga). 2015 wurde Biemer in den Aufsichtsrat der DBBL GmbH, der Betreibergesellschaft der Damen-Basketball-Bundesliga gewählt.
Seine Tochter Susanne war Basketball-Nationalspielerin und sein Sohn Alexander Trainer in der Damen-Bundesliga.